# Franz List (Politiker)
Franz List (* 30. März 1856 in Baumgarten am Wagram; † 2. August 1920) war ein österreichischer Politiker (Deutsche Vereinigung) und Landwirt. Er war von 1919 bis 1920 Abgeordneter zum Landtag von Niederösterreich.
Franz List besuchte nach der Volksschule die Unterrealschule in Krems an der Donau sowie die Weinbauschule in Klosterneuburg. Danach war er als Landwirt in Baumgarten tätig. Ab 1882 war er in der Gemeindevertretung von Baumgarten aktiv, zudem war er 13 Jahre Bürgermeister der Gemeinde. Des Weiteren engagierte er sich im Bezirksstraßenausschuss und im Landeskulturrat. 1896 und 1902 kandidierte er erfolglos für den Niederösterreichischen Landtag, seine Kandidatur 1901 bei den Reichsratswahlen führte ebenfalls zu keinem Mandatsgewinn. Er nahm am 18. März 1919 an der Gründungsversammlung des „Deutschen Bauernbundes für Niederösterreich“ in Sigmundsherberg teil und vertrat die „Deutsche Vereinigung“ vom 20. Mai 1919 bis zu seinem Tod im Niederösterreichischen Landtag.